# Literatura de Suecia

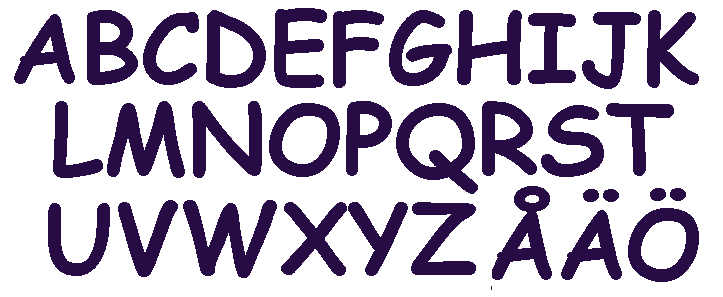
Letras del alfabeto sueco.

Los términos «literatura de Suecia» y «literatura sueca» (que se pueden considerar intercambiables) se refieren a las obras literarias escritas en idioma sueco o en otro idioma por autores suecos.
El primer texto literario sueco es la Piedra de Rök, tallada durante la época vikinga, hacia el año 800. Con la conversión del país al cristianismo hacia el año 1100, Suecia entró en la Edad Media, durante la cual los escritores, sobre todo monjes, prefirieron utilizar el latín como lengua literaria. Por ello solo existen unos pocos textos en sueco antiguo provenientes de este periodo. La literatura en sueco solo floreció cuando este idioma fue estandarizado en el siglo XVI, una estandarización que se debió en buena medida a la traducción de la Biblia realizada en 1541: la llamada Biblia de Gustav Vasa.
Con la mejoría de la educación y la secularización de la cultura, el siglo XVII vio el desarrollo de numerosos autores en lengua sueca. Algunas de las figuras clave de esta literatura son Georg Stiernhielm, el primero en escribir poesía clásica en sueco; Johan Henric Kellgren (siglo XVIII), el primero en escribir una prosa sueca fluida; Carl Michael Bellman (fines del siglo XVIII), el primer autor sueco de baladas burlescas o August Strindberg (finales del siglo XIX), un dramaturgo internacionalmente reconocido. A principios del siglo XX siguieron surgiendo escritores suecos notables, tales como Selma Lagerlöf (Premio Nobel de Literatura de 1909) o Pär Lagerkvist (Premio Nobel de Literatura de 1951). Entre 1949 y 1959, Vilhelm Moberg escribió una tetralogía narrativa titulada Los emigrantes (en sueco: Utvandrarna), considerada una de las obras maestras de la literatura en Suecia.
En décadas recientes, una nueva generación de escritores se ha establecido en el panorama internacional, tales como los escritores de novela policíaca Henning Mankell o Jan Guillou. También es mundialmente famosa la novelista infantil Astrid Lindgren, autora de obras como Pippi Långstrump, entre otras. Ya a comienzos del siglo XXI, el periodista Stieg Larsson se ha transformado en un fenómeno editorial mundial gracias a su trilogía Millenium.

## Inscripciones rúnicas

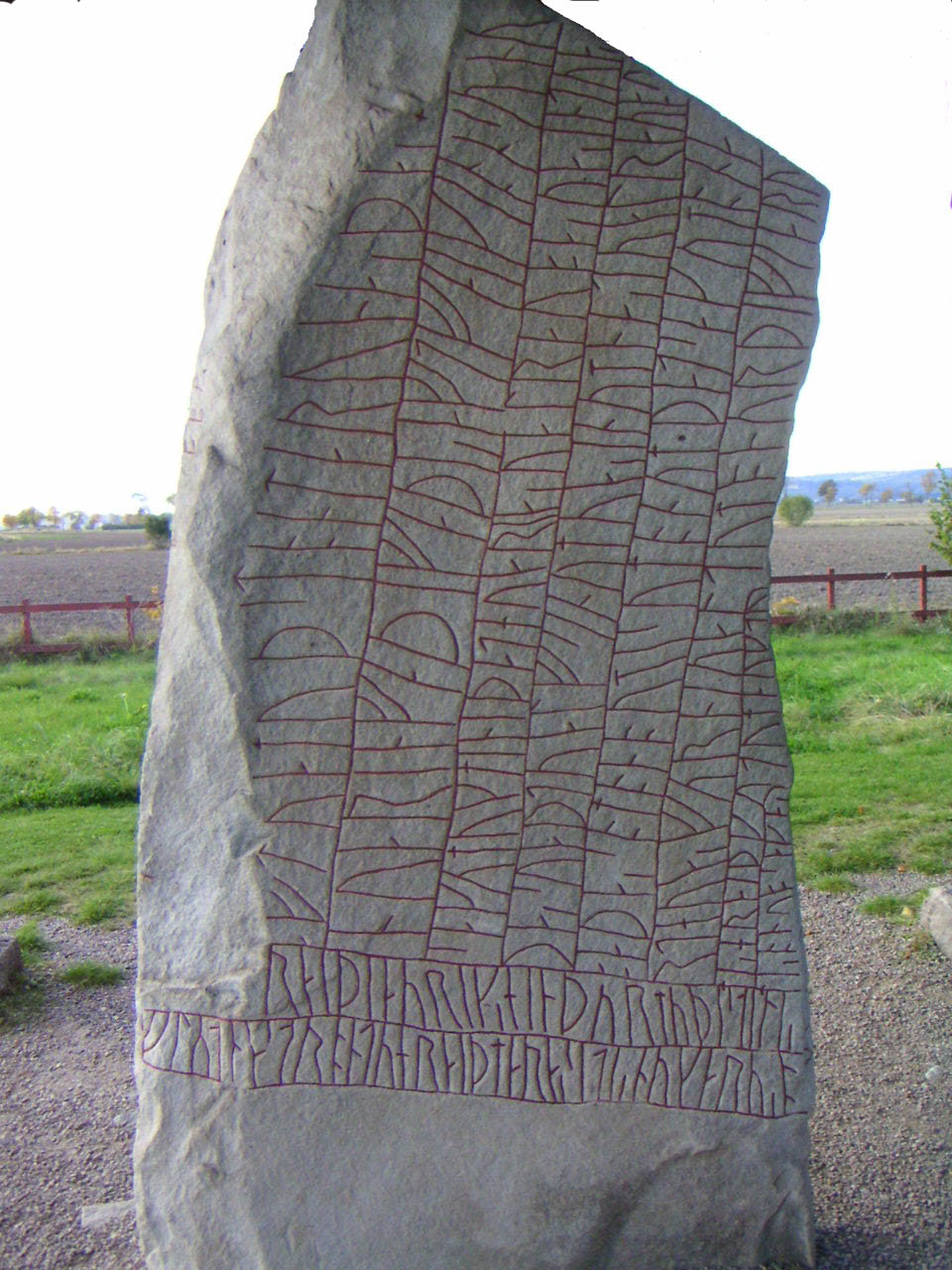
La Piedra de Rök, considerada como el primer monumento de la literatura sueca.

La mayoría de las piedras rúnicas tenían un propósito práctico, más que literario, y por lo tanto son objeto de estudio para historiadores y filólogos. Muchas de estas inscripciones son deliberadamente incomprensibles, ya que se empleaban para fines mágicos. Sin embargo la excepción más notable es la Piedra de Rök tallada hacia el año 800, que contiene la inscripción más extensa conocida, y narra distintos pasajes de sagas y leyendas, en varios metros diferentes. Parte de estos textos están escritos en verso aliterativo o fornyrdislag. En general se considera a la Piedra de Rök como el inicio de la literatura sueca.

## Edad Media
La cristianización de Suecia es sin duda uno de los hechos más importantes en la historia del país, y como tal se reflejó en la evolución de su literatura. Así, por ejemplo, la Piedra de Rök muestra el proceso de adaptación de la cultura vikinga a la nueva religión: sus signos son los mismos que las del Grabado Ramsund, pero se les ha añadido una cruz cristiana, y el orden de los dibujos ha sido alterado, de manera que ya no sigue la lógica narrativa del mito que representa.
A partir de este momento, además, la literatura comenzó a buscar en el extranjero modelos literarios que seguir. Hacia 1200, el cristianismo estaba ya firmemente establecido y la cultural medieval europea se había introducido en Suecia. Solo una minoría conocía y manejaba la escritura, y de hecho era muy poco lo que se conservaba por escrito. Los primeros manuscritos completos conservados solo datan del siglo XIV en adelante, y están escritos en latín; hay que esperar hasta finales de ese siglo para encontrar los primeros textos conservados en idioma sueco. Los primeros textos son traducciones de poemas alemanes y de cantares de gesta franceses, o folklore. Pero la mayor parte de la literatura de esta época era de tipo clerical o religioso (por ejemplo, las Revelaciones de la princesa mística Santa Brígida (1303-1373), escritas en latín y traducidas a la lengua vulgar, o bien textos legales. Puede decirse que la lengua sueca se convierte en lengua literaria y se difunde por todo el país gracias a la traducción de la Biblia realizada por Olaus Petri (Olof Petterson) y Laurentius Andreae (Lars Andersson), promovida por Gustavo Vasa (1496-1560), rey de Suecia a partir de 1523 que dio fin a la Unión de Kalmar. Esta traducción es conocida por ello como Biblia de Gustavo Vasa y fue publicada en 1540 y 1541.

## SiglosXVIyXVII

### Literatura de la Reforma
Se considera como literatura del periodo de la Reforma a la escrita entre 1526 y 1658, época que sin embargo no goza de gran estima entre los críticos literarios. La principal razón de este estancamiento de la literatura sueca es el control y la censura establecidos por el rey Gustavo I de Suecia, que hizo que prácticamente solo se publicaran la Biblia y algunos textos religiosos. Al mismo tiempo, los monasterios católicos fueron destruidos, y sus bibliotecas quemadas. El monarca tampoco consideraba fundamental reestructurar la educación, por lo que la Universidad de Upsala entró en un periodo de decadencia.
Hubo pocos grupos de escritores originales en esta época. La burguesía estaba todavía en desarrollo, y la Iglesia había perdido gran parte de su influencia tras la Reforma Protestante de los años 1520. Así, los suecos que deseaban adquirir una cultura y una educación superior se veían obligados a viajar al extranjero, principalmente a las universidades de Rostock o Wittenberg. Además de la Reforma, el otro movimiento ideológico y cultural importante fue el Gothicismus (Goticismo), que idealizaba el pasado antiguo de Suecia.
Aunque las contribuciones a la cultura sueca fueron en general escasas en esta época, sin embargo se puede considerar que en ella se pusieron las bases para su florecimiento posterior. Así, por ejemplo, la traducción de la Biblia al sueco realizada en 1541, la llamada Biblia de Gustav Vasa, supuso la primera estandarización de la lengua. En segundo lugar, la introducción de la imprenta en Suecia permitió la expansión de la lectura en círculos a los que antes les estaba vedada.

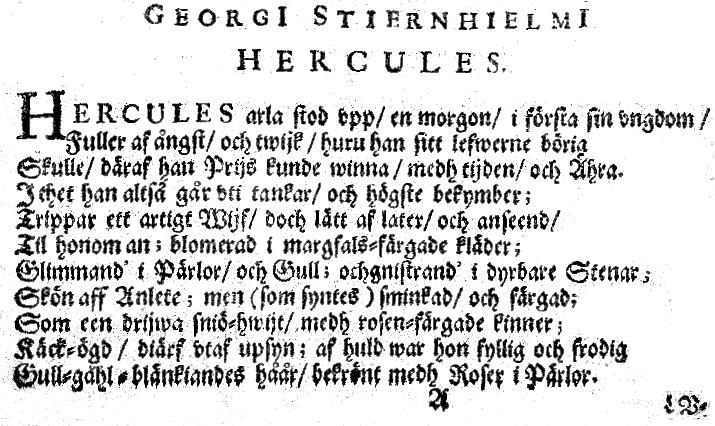
Primera página del Hercules en hexámetros escrita por Georg Stiernhielm, 1658.

### Renacimiento
El periodo de la historia de Suecia comprendido entre 1630 y 1718 es conocido como el Imperio sueco, y corresponde, al menos en parte, con el periodo de nacimiento (o renacimiento) de la literatura sueca. Una fecha clave en dicho Renacimiento es la de 1658, en que Georg Stiernhielm (1598-1672) publicó su poema alegórico Hércules luchando contra los vicios, la primera obra de la literatura sueca escrita en hexámetros. Stiernhielm ha sido llamado "Padre de la poesía sueca".
Cuando Suecia se convirtió en una potencia militar, surgió también una importante clase media. A diferencia del periodo anterior, la educación ya no estaba solo en manos eclesiásticas. La influencia de otros países, en especial Alemania, Francia, Holanda o Francia se hizo evidente en todos los ámbitos de la cultura. En este sentido es significativo que el considerado como primer poeta de Suecia, Georg Stiernhielm, estuviera más versado en filosofía y literatura clásica que en teología cristiana.
Durante esta época el goticismo también ganó importancia, convirtiédose en paradigma literario dominante, con la finalidad de demostrar que Suecia era naturalmente una potencia internacional.

## SigloXVIII

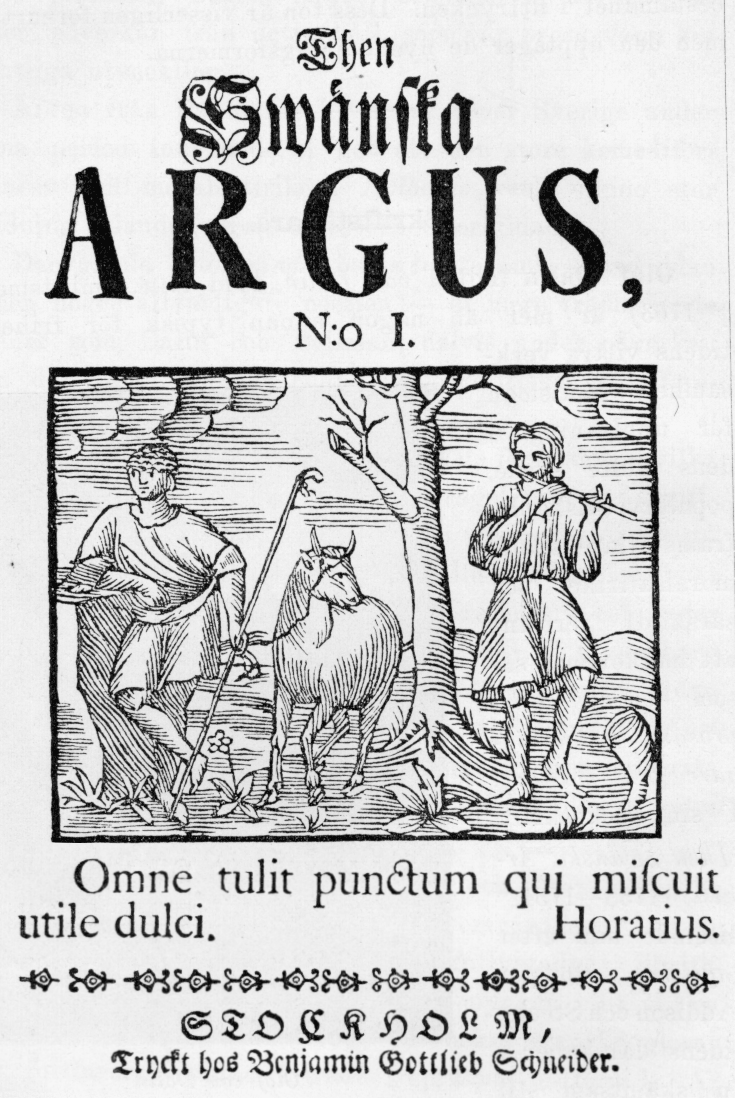
Portada del Then Svenska Argus, 1732.

El siglo XVIII es considerado como el Siglo de Oro de las letras y las ciencias suecas. En este periodo, Suecia produjo autores y obras de un nivel muy superior a los anteriores. En política, esta época se conoce como Era de la Libertad (1712–1772), y en ella se produjo un importante aumento de los derechos y las libertades civiles, incluida la libertad de prensa, lo que supuso el espaldarazo definitivo a la secularización de la cultura sueca. Naturalmente, este nuevo impulso de la cultura y la literatura sueca debe relacionarse con la Ilustración europea, especialmente alemana, inglesa y francesa. Las mismas influencias, en especial la última, se manifiestan también en el idioma sueco, que adquirió numerosos galicismos. Se ve especialmente en el caso de Hedvig Charlotta Nordenflycht (1718-1763), una aristócrata y poetisa sueca que mantuvo un salón ilustrado en Estocolmo y se hizo llamar la "Pastora del Norte", aunque sus fieles (entre los que estaban el poeta pastoril Gustaf Philip Creutz y el fabulista, satírico y dramaturgo Gustaf Fredrik Gyllenborg) imitaban indiscriminadamente la Astrea de Honoré d'Urfé, los Cuentos de Perrault, el Telémaco de Fenelón y la Pamela de Samuel Richardson. Los mejores frutos de estos autores fueron el Lamento de una tórtola desolada (1743) de Nordenflycht, el idilio Atis y Camila (1761) de Creutz y las Fábulas de Gyllenborg. 
La literatura sueca como tal terminó de consolidarse en torno a 1750, fecha que se considera también como el inicio del idioma sueco contemporáneo. Las primeras obras maestras de esta época se deben a Olof von Dalin (1708-1763), en particular su Then Svenska Argus, una publicación periódica inspirada en The Spectator de Joseph Addison. En ella Dalin ofrecía su visión de la historia y la cultura suecas con un lenguaje rico en ironía y sarcasmo nunca visto en la literatura de su país. Entre 1730 y 1750 Dalin fue sin duda la principal figura literaria de Suecia: fue el primero en preocuparse por refinar la lengua con fines prácticos, y también el primer autor culto en ser apreciado por el gran público. Otras figuras literarias de esta época son, por ejemplo, los poetas Johan Henrik Kellgren (1751-1795), principal discípulo de Dalin y sucesor suyo, imitador de Voltaire y poeta horaciano, que se burla de los poetas menores, o Carl Michael Bellman (1740-1795). Un nuevo espíritu prerromántico se percibe ya en la obra de Thomas Thorild (1759-1808)
En este siglo, el uso del latín disminuyó notablemente en favor de la lengua nacional, aunque todavía hubo notables cultivadores en la figura del místico, filósofo y científico Emanuel Swedenborg (1688-1772) y el conocido botánico Carolus Linnaeus (1707-1778).

## SigloXIX

### Romanticismo

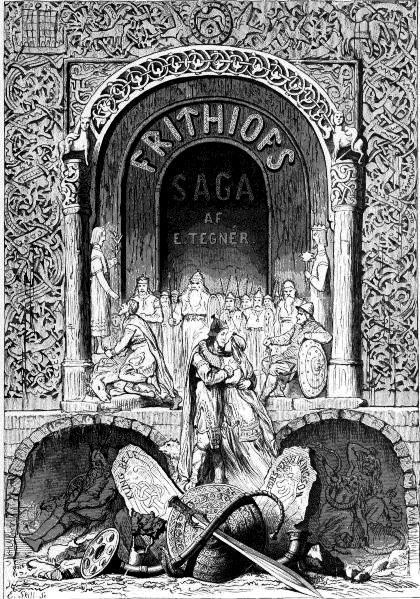
Ilustración de la Friðþjófs saga hins frœkna de Esaias Tegnér (ed. de 1876).

El Romanticismo, desarrollado en toda Europa en el periodo que va, aproximadamente, entre 1805 y 1840, tuvo también una importante influencia en Suecia, a través principalmente de la influencia alemana. En este periodo la literatura sueca continuó el florecimiento del periodo anterior. Comenzaron a publicarse diversas publicaciones periódicas que rechazaban los modelos poéticos del siglo anterior. En 1811 se fundó una significativa Geatish Society ("sociedad gótica"), que editó el publicó la revista Iduna, en la que se ofrecía una visión romántica del Gothicismus.
Por primera vez en la historia de la literatura sueca, se produjo un movimiento de diversos poetas en la misma dirección estética. Miembros de este movimiento fueron el profesor de historia Erik Gustaf Geijer (Cantos populares, 1814-1817), el solitario Erik Johan Stagnelius, admirador de Chateaubriand; el helenista Esaias Tegnér (Saga de Frithiof, 185, un intento de reconstruir una época ala manera de Oehlenschläger) y el profesor de estética y filosofía P. D. A. Atterbom, discípulo de Schelling.

### Liberalismo temprano
El periodo comprendido entre 1835 y 1879 se conoce en Suecia con el sobrenombre de "liberalismo temprano". Las ideas del Romanticismo entraron en declive, y comenzaron a ser consideradas como exageradas y excesivamente formalistas. El primer periódico autodenominado liberal, Aftonbladet, se fundó en 1830, y pronto se convirtió en el medio dominante en Suecia, gracias a sus visiones liberales y críticas con respecto a la situación contemporánea. Este tipo de periódicos fue sin duda uno de los elementos que contribuyó a dar un enfoque más realista a la literatura de la época, con un uso más conciso del lenguaje.
Carl Jonas Love Almqvist (1793-1866) es considerado por muchos especialistas como el principal autor del siglo XIX en Suecia. Desde 1838, publicó una serie de historias en las que atacaba instituciones tradicionales como el matrimonio o la Iglesia. Muchas de sus obras son todavía hoy día interesantes para el lector contemporáneo, en especial su Det går an (1839), que llegó incluso a convertirse en un best-seller en Alemania en 2004.

### Realismo y «poetas de los 90»

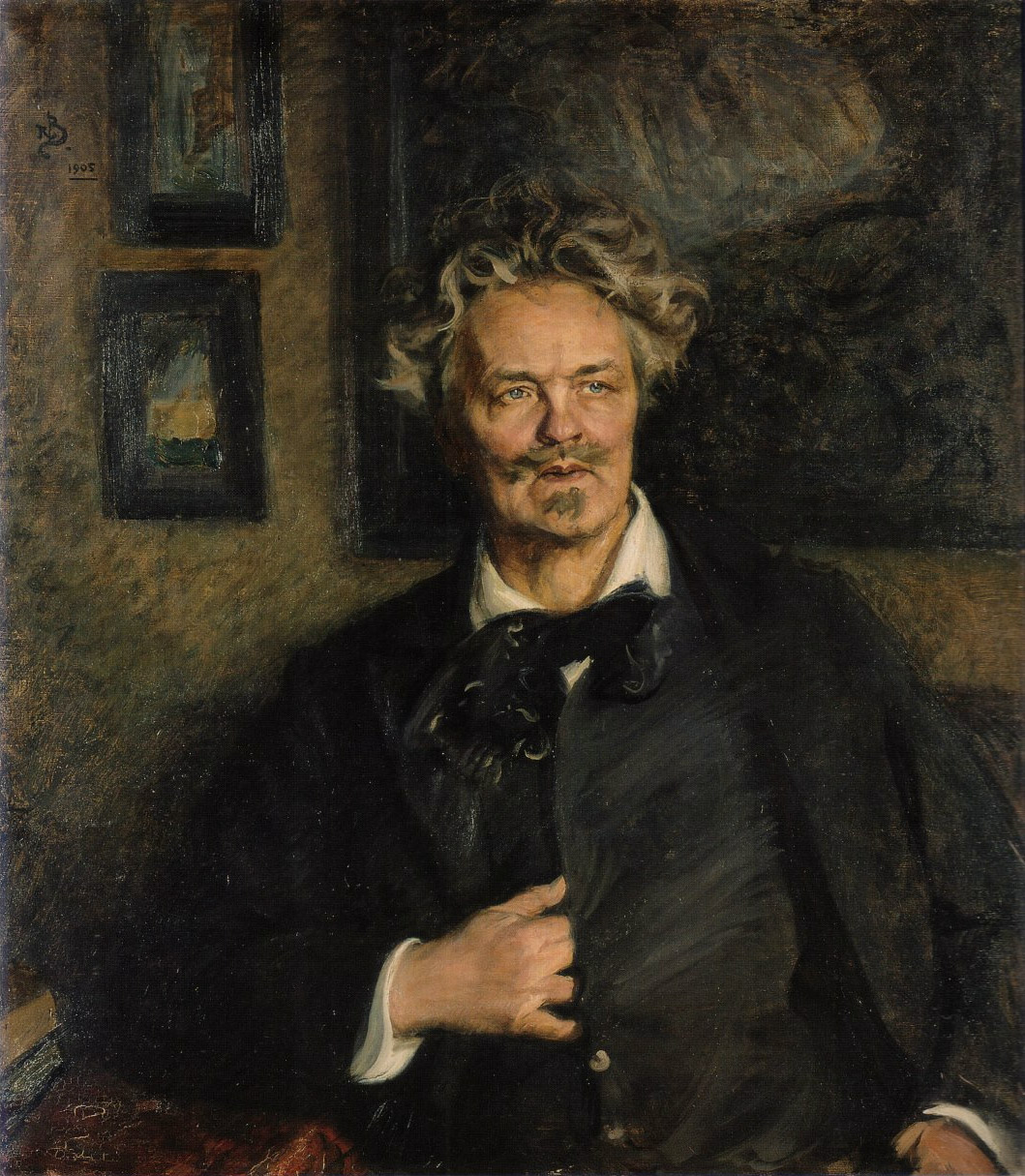
Retrato de August Strindberg, por Richard Bergh, 1905.

Al periodo romántico de la literatura sueca siguió un periodo realista, con un importante auge del realismo social, a la que a su vez siguió el grupo llamado "poetas de los 90", y en el tránsito entre el siglo XIX y el XX, además, la literatura sueca logró un amplio reconocimiento internacional, gracias a autores como August Strindberg, Ola Hansson, Selma Lagerlöf y Victoria Benedictsson.
El momento de introducción del realismo en Suecia suele situarse en 1879, año en que August Strindberg publicó su obra Röda Rummet, una novela satírica en la que atacaba al ambiente político, académico y filosófico de su país. Más adelante, Strindberg lograría fama internacional gracias a sus obras dramáticas.
Los años 1890, por su parte, trajeron a Suecia una cierta recuperación de los paradigmas románticos, como reacción al realismo dominante de la década anterior. El primero en surgir de este grupo de poetas fue Verner von Heidenstam (1859-1940), cuyo debut literario fue el libro de poemas Vallfart och vandringsår ("Peregrinaje y años de vagabundeo"). Selma Lagerlöf (1858-1940) fue probablemente la más importante figura literaria de los años 90, y su influencia se prolonga hasta bien entrado el siglo XX. Dos de sus obras principales, El maravilloso viaje de Nils Holgerssons (1906-1907) y La saga de Gösta Berlings (1891), han sido traducidos a numerosas lenguas. Lagerlöf recibió el Premio Nobel de Literatura en 1909, principalmente por sus habilidades como narradora, y se convirtió así en la primera mujer en recibir tal galardón.

## SigloXX

### Modernismo
Alrededor de 1910 comenzó en Suecia un nuevo periodo literario, conocido como Modernismo. Su líder era el consagrado August Strindberg, quien escribió diversos artículos críticos, atacando los valores conservadores de la sociedad sueca. Con la llegada de la socialdemocracia al país, se organizaron huelgas a gran escala y todo parecía indicar que había llegado una época de importantes reformas sociales.
En los años 1910, la forma literaria dominante seguía siendo la novela. En este género destacó Hjalmar Söderberg (1869-1941), quien escribía con un estilo cínico y pesimista, en ocasiones nietzscheano. En 1901 publicó La juventud de Martin Birck, que fue grandemente apreciada por sus cualidades literarias, pero sobre todo por sus descripciones de Estocolmo, consideradas probablemente las mejores de la literatura sueca. Doctor Glas (1905), una historia de venganza y pasión, está considerada como su obra maestra, y una de las obras cumbre de la literatura sueca.

### Narrativa proletaria
El sistema agrícola sueco incluía el sistema de arriendos llamado statare, en el que los agricultores recibían un pago en especie. Muy pocas personas de esta extracción social lograban alcanzar una educación; entre quienes lo consiguieron estaban los escritores Ivar Lo-Johansson, Moa Martinson y Jan Fridegård, cuyas obras fueron fundamentales para lograr la abolición de este sistema.
Otro escritor al que cabe calificar de "proletario", Vilhelm Moberg (1898-1973), desarrolló su carrera principalmente después de la Segunda Guerra Mundial. Escribía fundamentalmente sobre la vida de personas corrientes, en particular los campesinos. La monumental obra de Moberg, publicada poco después de la guerra, la serie Los Emigrantes, en cuatro volúmenes, trata de la emigración sueca a los Estados Unidos, a través de la visión sentimentalizada de una pareja en su viaje al Nuevo Mundo.

### Literatura infantil
En los años 1930 se desarrolló la conciencia de la necesidad de una literatura infantil, que en Suecia se manifestó especialmente tras la Segunda Guerra Mundial, con la aparición de las obras de Astrid Lindgren. Pippi Calzaslargas se publicó en 1945, y el comportamiento rebelde del personaje despertó inicialmente el escepticismo de los defensores de los valores tradicionales; sin embargo, la polémica se apagó pronto, con la superación del principio según el cual toda literatura infantil debe ser moralizante.
Astrid Lindgren siguió publicando obras infantiles que se convirtieron en éxitos de ventas, lo que la convirtió en la autora sueca más leída de cualquier género o época, con más de 100 millones de copias vendidas en todo el mundo y traducciones a más de 80 lenguas. En estos libros, Lindgren mostró su conocimiento del pensamiento y los valores infantlies. En Los hermanos Corazón de León afrontó el tema de la muerte y la valentía; en Mío, mi pequeño mío, el de la amistad. La serie de novelas sobre "Karlsson del Tejado" (1955, 1962, 1968) tratan de un hombre pícaro, bajito y regordete, con un propulsor a la espalda, que se hace amigo de un niño. Lindgren también escribió doce libros sobre Emil (normalmente, "Miguel el Travieso" en la versión española), un niño del área de Småland a comienzos del siglo XX que se mete continuamente en problemas a causa de sus travesuras.
Pocos autores suecos se han dedicado a la literatura fantástica. La figura más significativa es la finlandesa Tove Jansson (1914-2001), quien escribió, en sueco, una serie de novelas sobre los Moomins, unos troles que viven en un estado política y económicamente independiente libre de preocupaciones materialistas. Sus obras han sido traducidas a más de 30 lenguas.

### Novela policíaca
Antes de la Segunda Guerra Mundial, la novela policíaca sueca se basaba principalmente en modelos estadounidenses; en la segunda mitad del siglo XX se desarrolló con personalidad propia. En los años 1960, Maj Sjöwall (1935) y Per Wahlöö (1926–1975) colaboraron para producir una serie de novelas policiacas de éxito internacional, centradas en el detective Martin Beck.
El escritor sueco de novela policiaca de mayor éxito es Henning Mankell (1948–2015), autor de una serie de novelas con el detective Kurt Wallander como protagonista. Han sido traducidas a más de 30 lenguas y se han convertido en best-sellers internacionales. Además de Mankell, muchos otros autores suecos han ensayado el género de la literatura policiaca con cierto éxito, sobre todo en Alemania: Liza Marklund (1962-), Håkan Nesser (1950–), Åsa Larsson, Arne Dahl, Leif G. W. Persson o Åke Edwardsson, entre otros. El último en agregarse a esta lista ha sido Stieg Larsson (1954-2004), autor de una trilogía policiaca, Millennium, publicada póstumamente, que se ha convertido en un fenómeno de ventas a nivel mundial.
En el subgénero de la novela de espionaje, el escritor más exitoso es Jan Guillou (1944-) cuyas novelas giran en torno al espía Carl Hamilton. De las demás obras de Guillou, varias de las cuales han sido transformadas en películas,  las dos más reseñables son su trilogía sobre el caballero templario Arn Magnusson, y la novela semiautobiográfica Ondskan ("El Mal").

### Poesía
En los años 1930 y 40 la poesía sueca recibió la influencia del modernismo, que se manifestó en un interés por la experimentación, la mezcla de estilos y el empleo del verso libre. la principal figura de la poesía de esta época es Hjalmar Gullberg (1898–1961), autor de colecciones de poesía mística cristiana, como Andliga övningar (Ejercicios espirituales, 1932). Tras un descanso creativo entre 1942 y 1952, reapareció con un nuevo estilo en los años 50, en los que se aprecia la influencia de la nueva generación de poetas.
Gunnar Ekelöf (1907-1968) ha sido descrito como el primer poeta surrealista sueco, sobre todo gracias a su primera obra, la nihilsta Sent på jorden (1932), una obra que no fue verdaderamente entendida por sus contemporáneos. Ekelöf evolucionó más tarde hacia el romanticismo y con su segundo poemario, Dedikation (1934) logró una mayor repercusión. Siguió escribiendo prácticamente hasta su muerte, y logró una posición predominante en el panorama literario sueco. Su estilo ha sido descrito como "simbolista y enigmático, al tiempo que atormentado e irónico.
Otro importante poeta modernista fue Harry Martinson (1904–1978), poeta de la naturaleza por encima de todo, en la línea de Linneo. Como poeta modernista, prefirió el verso libre. También escribió novelas, entre las que destaca la obra autobiográfica Ortigas florecientes (1935). Su obra más importante, sin embargo, es Aniara (1956), la historia de una nave espacial vagando por el espacio.
Probablemente el poeta sueco más famoso del siglo XX es Tomas Tranströmer (1931-). Su poesía está marcada por influencias de la mística cristiana, y se sitúa en el espacio entre los sueños y la realidad, lo físico y lo metafísico. Al mismo tiempo, en los 60, surgió una línea de poesía influida por las vanguardias, con representantes como Öyvind Fahlström, quien publicó el primer movimiento defendiendo el uso de los caligramas en 1954: "Hätila ragulpr på fåtskliaben". Otros poetas de este grupo son Åke Hodell, Bengt Emil Johnson y Leif Nylén.
Como reacción contra esta línea experimental de los 60, surgió en los 70 surgió una nueva generación de poetas que adoptaron los modos de la generación beat estadounidense, a la que pertenece uno de los más representativos poetas suecos contemporáneos: Bruno K. Öijer, inspirado por Antonin Artaud, el rock and roll y el género de la performance.